# Luzerne County
Luzerne County är ett administrativt område i delstaten Pennsylvania i USA. År 2010 hade countyt 320 918 invånare. Den administrativa huvudorten (county seat) är Wilkes-Barre, som också är den största staden.

## Politik
Luzerne County har under senare år varit ett så kallat swing distrikt och det brukar vara jämnt mellan republikanerna och demokraterna i valen, med viss fördel för demokraterna. Demokraternas kandidat vann rösterna i countyt i samtliga presidentval mellan 1992 och 2012, om än med bara några procents marginal. I valet 2016 vann dock republikanernas kandidat med 57,9 procent av rösterna mot 38,6 för demokraternas kandidat (ca 20 procents marginal), vilket är den största segermarginalen i countyt för en kandidat sedan valet 1972.

## Geografi
Enligt United States Census Bureau har countyt en total area på 2 349 km². 2 308 km² av den arean är land och 41 km² är vatten.

### Angränsande countyn
- Wyoming County - nord
- Lackawanna County - nordost
- Monroe County - öst
- Carbon County - sydost
- Schuylkill County - syd
- Columbia County - väst
- Sullivan County - nordväst